# Чикагские имажисты
Чикагские имажисты (имажинисты) (англ. Chicago Imagists) — группа американских репрезентативных художников, связанных со школой Художественного института Чикаго, которые проводили выставки своих работ в Художественном центре Гайд-парка; расцвет их творчества пришелся на 1960-е годы.
Формально под эти термином понимается три группы чикагских художников: Monster Roster, The Hairy Who и The Chicago Imagists. Их работы были известны гротескностью и сюрреализмом. Критик Кен Джонсон назвал чикагский имажизм «послевоенной традицией создания фантазийного искусства».

## Monster Roster

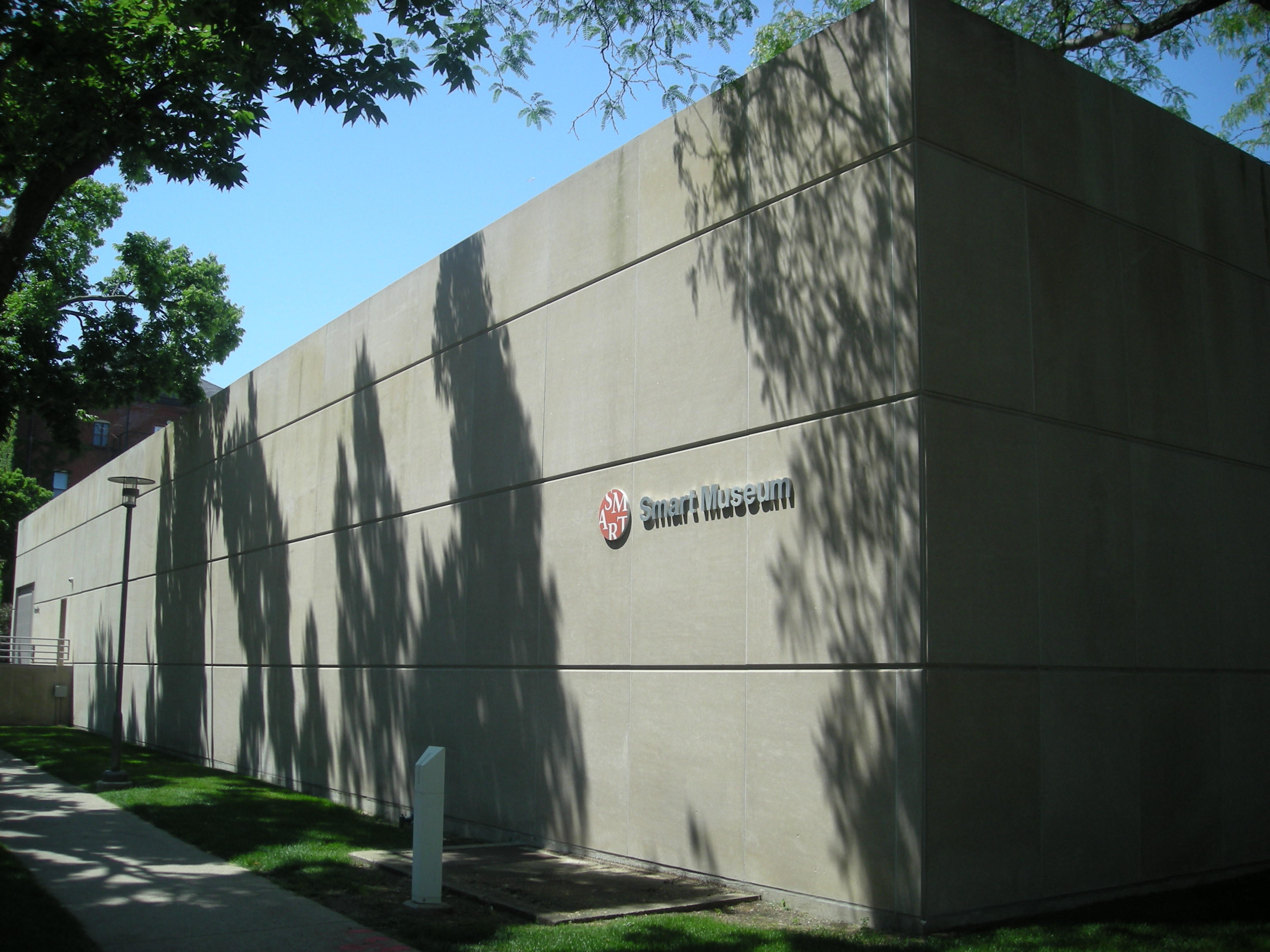
Здание музея Smart Museum of Art

Группа чикагских художников, некоторые из которых прошли Вторую мировую войну и обрели возможность получения художественного образования благодаря биллю G.I. Bill, подписанному в 1944 году президентом Франклином Рузвельтом. Именем Monster Roster их назвал в 1959 году критик и член этой же группы — Франц Шульце (Franz Schulze). Название было основано на их экзистенциальной, иногда ужасной, полумистической фигуративной работе. Многие из этих художников находились под влиянием Веры Бердич, художницы-сюрреалиста, преподававшей в школе Художественного института Чикаго. Группа получила признание на крупной выставке в Smart Museum of Art, который находился (и находится в настоящее время) в кампусе Чикагского университета, который, в свою очередь, изучал влияние группы Monster Roster на развитие американского искусства.
В эту группу входили: Дон Баум, Леон Голуб, Артур Лернер, Сеймур Рософски, Франц Шульце, Нэнси Сперо и другие художники.

## The Hairy Who
Эта группа художников состояла из шести выпускников школы Художественного института Чикаго, учившихся под руководством Рея Йошиды и Уитни Холстед. В неё входили: Джим Фалконер (Jim Falconer), Арт Грин (Art Green), Глэдис Нильссон (Gladys Nilsson), Джим Натт (Jim Nutt), Карл Уирсум (Karl Wirsum) и Суэллен Рокка (Suellen Rocca). Они совместно провели несколько выставок: три — в Художественном центре Гайд-парка (1966, 1967, 1968), три — в Художественном институте Сан-Франциско (1968), в школе School of Visual Art in New York (1969) и в Галерее искусства Коркоран — после чего решили расстаться и продолжили работать индивидуально, а также с другими художниками. 
Картины группы The Hairy Who были вдохновлены не только коммерческой культурой (рекламой, комиксами, плакатами и каталогами продаж), их творчество возникло в момент радикальных событий в США — война во Вьетнаме, студенческие протесты, возникновение контркультуры, бурные гендерные и расовые отношения, а также активное расширение капиталистической потребительской экономики.

## The Chicago Imagists
Члены The Chicago Imagists были не формальной группой, а скорее собранием художников, участвующих в выставках, куратором которых был Дон Баум в середине 1960-х и начале 1970-х годов. Они приняли участие в выставках, проведённых в Художественном центре Гайд-парка между в 1968—1971 годах, а также участвовали в ряде других выставок: Non-Plussed Some, False Image, Chicago Antigua и Marriage Chicago Style. Это было самое многочисленное сообщество, в которое, в частности, входили: Эд Пашке, Роджер Браун, Ирвинг Петлин, Рей Йошида, Рональд Маркман и другие.

## Наследие
В США за пределами Чикаго любого художника, чьи работы были образны и причудливы, часто называют имажистом. К их числу причисляют Филлиса Брэмсона, Пола Ламантия, Холлиса Сиглера, Элинор Шпис-Феррис и некоторых других. На самом деле, имажизм как стиль или школа достаточно эластичен, поэтому абстрактные художники из Чикаго, работавшие под влиянием сюрреализма во время расцвета имажизма: Дэвид Шарп (David Sharpe), Стивен Урри (Steven Urry) и Джордан Дэвис (Jordan Davies) — были описаны как «Абстрактные имажисты». 
Подробно о наследии Чикагских имажистов рассказано в фильме «Hairy Who and the Chicago Imagists» производства Pentimenti Production, режиссёром которого является Лесли Бухбиндер.